# Nieuwezijds Voorburgwal 277
Nieuwezijds Voorburgwal 277 te Amsterdam is een gebouw staande aan de Nieuwezijds Voorburgwal in Amsterdam-Centrum. Het gebouw is sinds 22 april 2002 een rijksmonument (nummer 518474). 

## Geschiedenis
De Nieuwezijds Voorburgwal als waterweg stuitte hier begin 14e eeuw op de zuidgrens van de stad, de Sint-Luciënsteeg. Ten zuiden daarvan werd gebouwd aan wat uiteindelijk het Begijneneiland zou worden, van de stadsbebouwing gescheiden door de Begijnensloot.. Er stond een vroege versie van het Begijnhof (Grote en Kleine Hof) op en later het weeshuis (sinds 21e eeuw Amsterdam Museum). Voor de afwatering van overvloedig water, de Dam zorgde richting noorden voor verstopping, werd een vorkmodel in waterwegen richting Spui (’t Spuy) aangelegd. De ene tak was die Begijnensloot, de andere was de Nieuwezijds Voorburgwal, een gegraven of natuurlijke waterweg of een combinatie daarvan. 
Die situatie is inclusief het Sint-Luciensklooster, naamgever van de steeg, al te zien op de stadsplattegrond van Cornelis Anthonisz. uit 1544. Een klein slootje liep bovendien rechtstreeks het burgerweeshuis in. Het eiland eindigde in een punt naar het noorden gericht. Die punt is ook in de 21e eeuw nog terug te vinden; gebouw Concordia staat op die punt. 
Rond 1884 werd de NZ Voorburgwal gedempt en kwam er de straat. Het bebouwde driehoekje bleef staan. Om een vloeiende verkeersstroom te krijgen kwam er ten noorden van dat driehoekje vanzelf weer een driehoekje. Daar kon volgens de gemeente Amsterdam prima een politiepost (politiepost 7) neergezet worden. Naar ontwerp van de Dienst der Publieke Werken werd er in 1896 gebouwd aan een symmetrisch kruisvormig gebouw. Het model verscheen overigens op meerdere plekken in de stad; in 1896 werden er vier gebouwd (Nieuwezijds Voorburgwal, Nieuwmarkt, tegenover Panoramagebouw in de Plantage en in de Czaar Peterstraat bij het spoor).
Kenmerkend voor dit vermoedelijk type A hetende ontwerp was een stenen plint van metselwerk met daarboven een houten gebouw; het geheel op een houten paalfundering geplaatst. De gebouwtjes hadden slechts één bouwlaag onder een roevendak. Voor alle gebouwtjes gold ook dat ze een enigszins chaletachtig uiterlijk hadden. Dat is te vinden bij de toegangen als ook in de zijgevels van de gebouwtjes met afdakjes, dan wel daken in overstek. In de zijgevel werd gekozen voor een afdak met een ondersteuning in de vorm van een opengewerkt kruis; bij de toegangen juist een opengewerkt rond model. Boven de toegangen is de nok afgetopt. Van deze politieposthuizen stonden variaties bijvoorbeeld aan de Haarlemmer Houttuinen, Cruquiusweg (nummer 25). De huisjes die voor het gebouw van het Droogbak en de Westerkerk stonden, verdwenen gezien hun geringe grootte vrijwel geheel in het niet. Opvallend was dat het gebouwtje aan de Nieuwezijds breder was dan de punt van de driehoek en aan beide zijkanten delen van het trottoir afsnoepte.
Al dit soort huisjes verdween weer uit het straatbeeld, maar die in de punt van de Nieuwezijds Voorburgwal bleef gehandhaafd. Daarbij werd ze tussen 1915 en 1984 gedegradeerd tot openbaar toiletgebouw (al dan niet vergezeld door een plaskrul), aldus het monumentenregister. Daarna kreeg het een horecabestemming.
Het huisje dat qua grootte schril afsteekt tot de omliggende gebouwen werd tot rijksmonument verklaard vanwege haar cultuurhistorische waarde alsmede haar typologische (specifiek gebruik) en functionele zeldzaamheidswaarde.
Overigens vond men in de begintijd de plaats niet verstandig. In 1897 werd geconstateerd dat de verstandhouding tussen de agenten van de post en die van het nabijgelegen bordeel Maison Weinthal (NZ Voorburgwal 227-229; het werd in 1902 gesloten) te goed was geworden.

## Vanaf 2022
Het gebouw stond tot voorjaar 2022 op een los gelegen pleintje met van alle kanten verkeer. De Nieuwezijds Voorburgwal kreeg in het kader van de Rode Loper een andere indeling met een plantsoen, waarbij het verkeer, behalve de tram, naar de randen werd verbannen. Het gebouw staat sindsdien in het plantsoen met een fonteintje voor de deur.

## Afbeeldingen

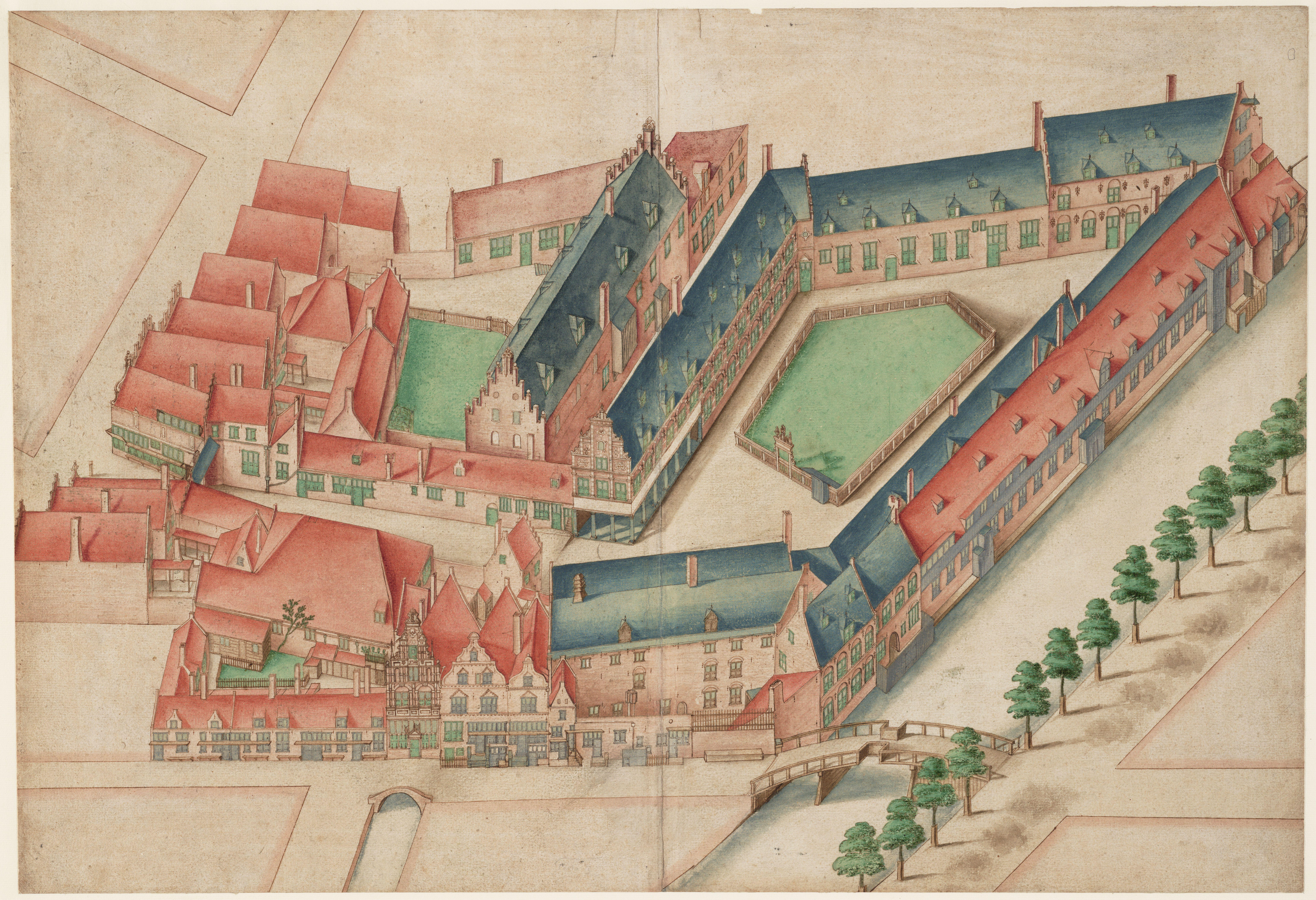
Situatie volgens Balthasar Florisz. van Berckenrode uit 1631. Gebouw staat rechte NZ Voorburgwal in de weg; overdwars Sint Luciensteeg met Weessluis; midden Begijnensloot
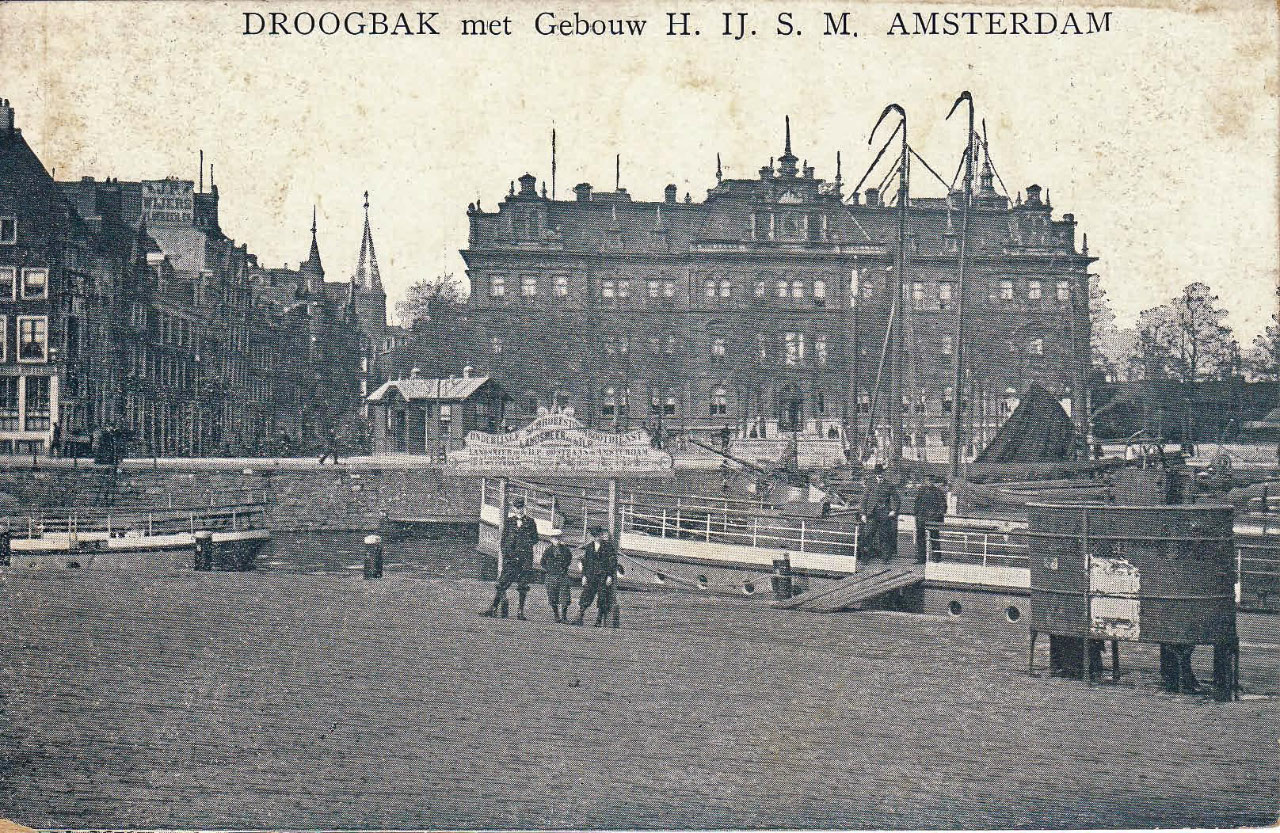
Politieposthuis links voor Droogbak circa 1900
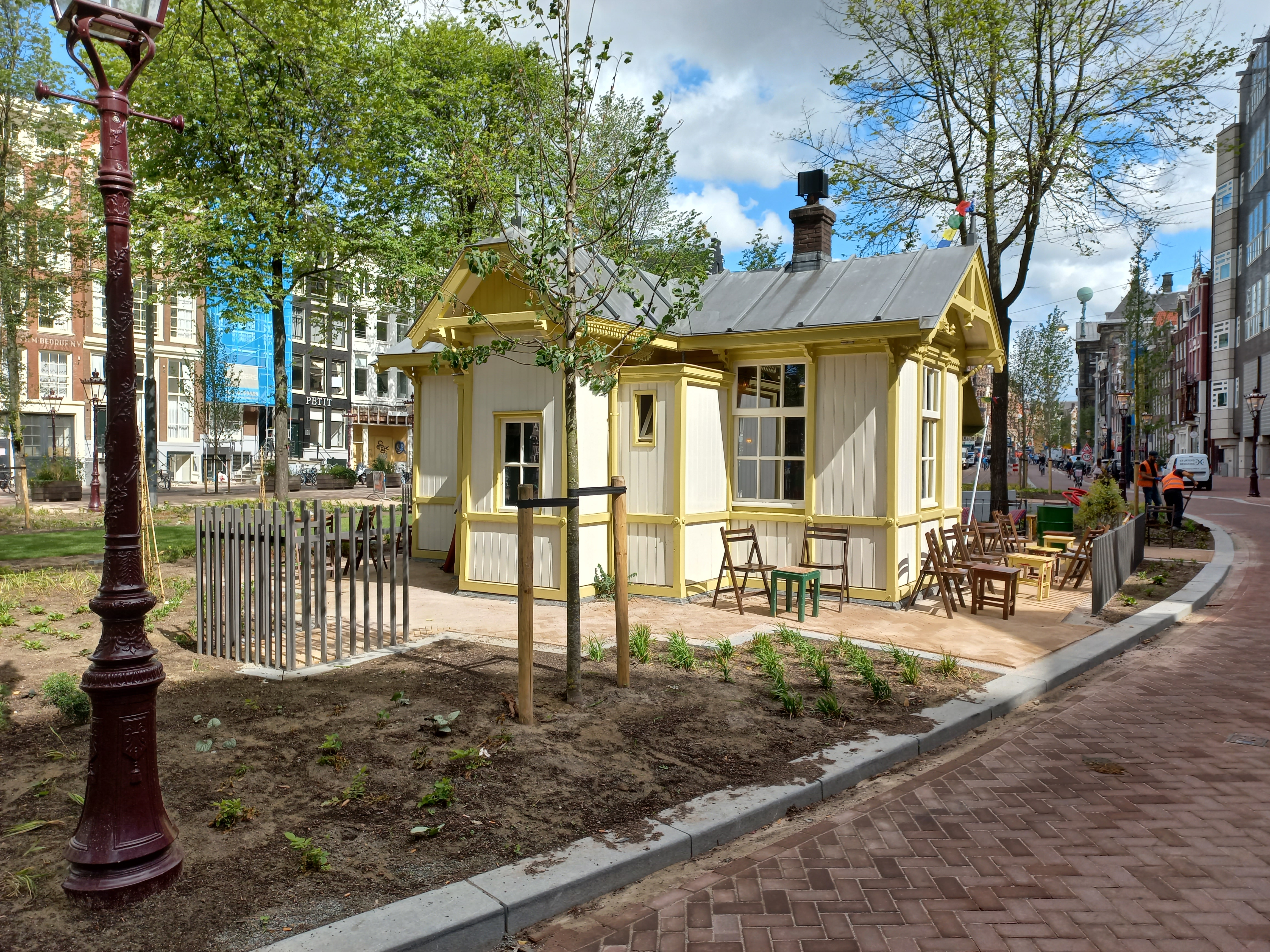
NZ Voorburgwal 277 in 2022-09-03